# Manonviller
Ne doit pas être confondu avec Manonville.
Manonviller est une commune française située dans le département de Meurthe-et-Moselle, en région Grand Est.

## Géographie
Le territoire de Manonviller avec le village au sud, ses quartiers et ses écarts comme la Cure ou Prieuré, la Bergerie, le Moulin et sur la colline le fort Haxo est séparé de Bénaménil par la Vezouze. Son sol est essentiellement argileux difficile à cultiver.

La commune est éloignée de 14 km de Lunéville.

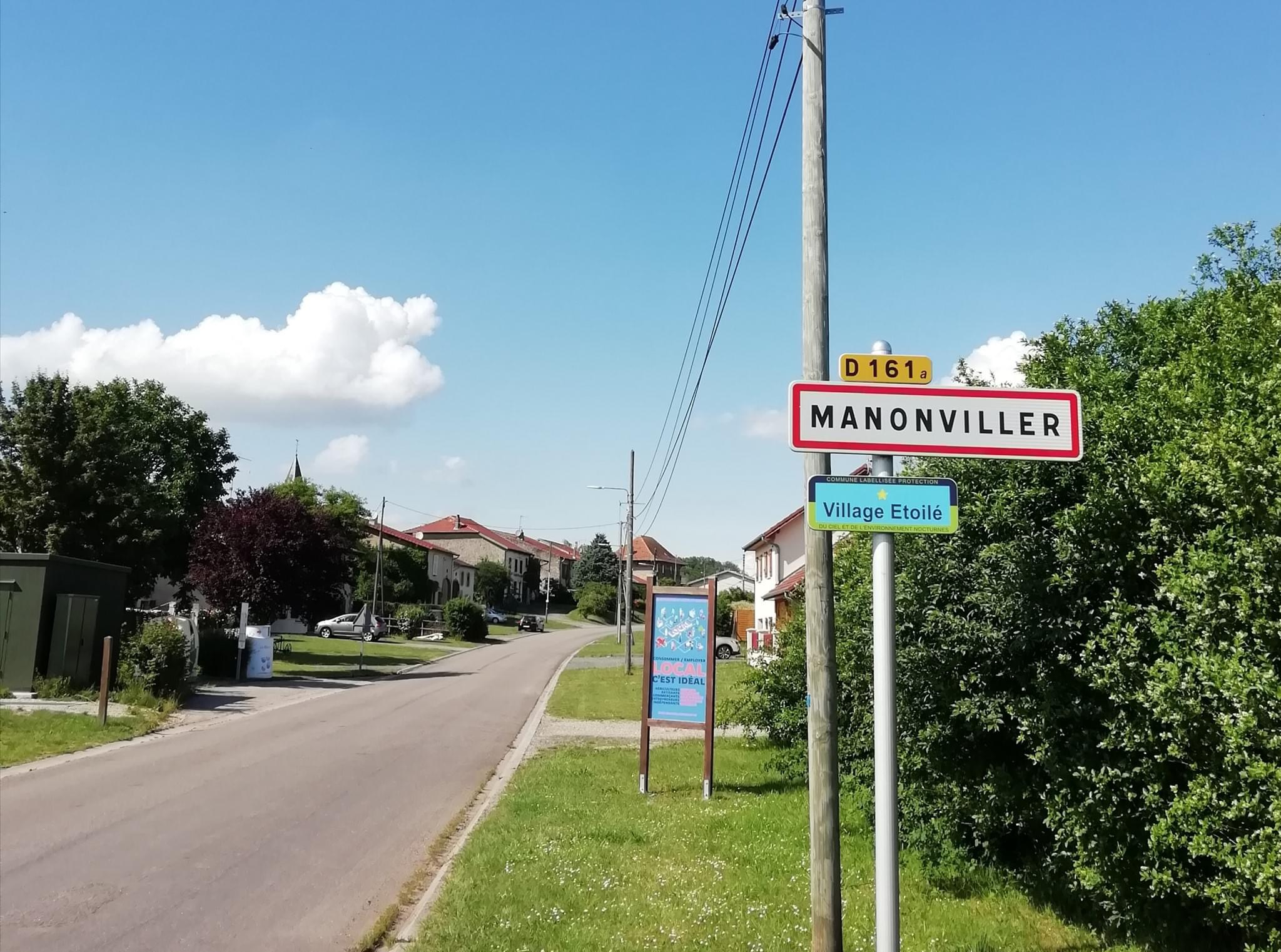
Entrée de Manonviller.

| Marainviller | Laneuveville-aux-Bois | Vého     |
| Thiébauménil | Manonviller           | Domjevin |
|              | Bénaménil             |          |

### Hydrographie
La commune est dans le bassin versant du Rhin, au sein du bassin Rhin-Meuse. Elle est drainée par la Vezouze, le ruisseau de Chasal, le ruisseau de St-Leger et le ruisseau de Xadrexey,.
La Vezouze, d'une longueur de 75 km, prend sa source dans la commune de Saint-Sauveur et se jette  dans la Meurthe à Rehainviller, après avoir traversé 24 communes. 

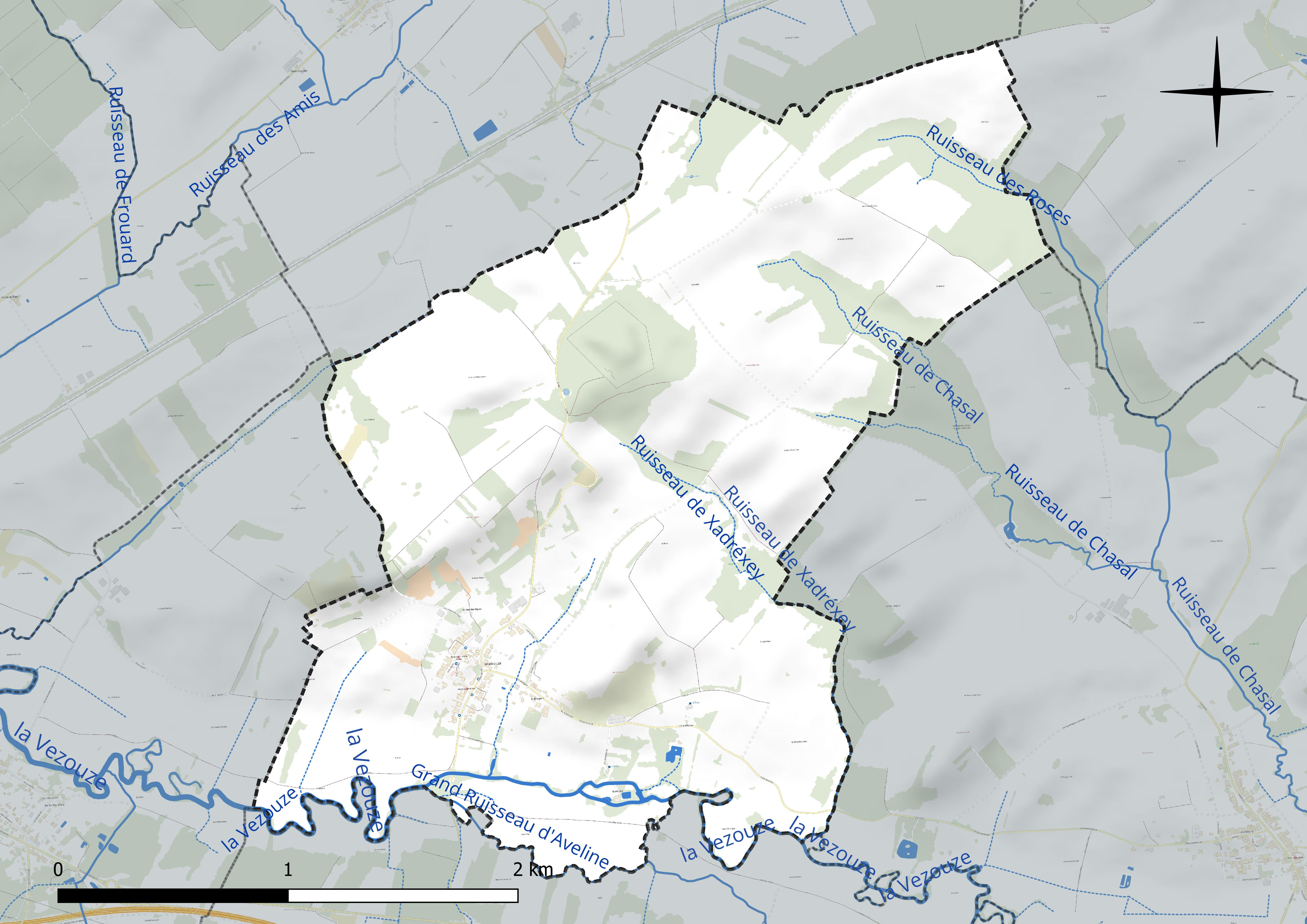
Réseau hydrographique de Manonviller.

### Climat
Pour des articles plus généraux, voir Climat du Grand Est et Climat de Meurthe-et-Moselle.
En 2010, le climat de la commune est de type climat des marges montargnardes, selon une étude du Centre national de la recherche scientifique s'appuyant sur une série de données couvrant la période 1971-2000. En 2020, Météo-France publie une typologie des climats de la France métropolitaine dans laquelle la commune est exposée à un climat semi-continental et est dans une zone de transition entre les régions climatiques « Lorraine, plateau de Langres, Morvan » et « Vosges ».
Pour la période 1971-2000, la température annuelle moyenne est de 9,9 °C, avec une amplitude thermique annuelle de 17 °C. Le cumul annuel moyen de précipitations est de 887 mm, avec 12 jours de précipitations en janvier et 9,7 jours en juillet. Pour la période 1991-2020, la température moyenne annuelle observée sur la station météorologique de Météo-France la plus proche, « St Maurice », sur la commune de Saint-Maurice-aux-Forges à 17 km à vol d'oiseau, est de 10,5 °C et le cumul annuel moyen de précipitations est de 837,4 mm. 
La température maximale relevée sur cette station est de 39,2 °C, atteinte le 25 juillet 2019 ; la température minimale est de −19,9 °C, atteinte le 1er mars 2005,,.
Les paramètres climatiques de la commune ont été estimés pour le milieu du siècle (2041-2070) selon différents scénarios d'émission de gaz à effet de serre à partir des nouvelles projections climatiques de référence DRIAS-2020. Ils sont consultables sur un site dédié publié par Météo-France en novembre 2022.

## Urbanisme

### Typologie
Au 1er janvier 2024, Manonviller est catégorisée commune rurale à habitat dispersé, selon la nouvelle grille communale de densité à sept niveaux définie par l'Insee en 2022.
Elle est située hors unité urbaine. Par ailleurs la commune fait partie de l'aire d'attraction de Nancy, dont elle est une commune de la couronne,. Cette aire, qui regroupe 353 communes, est catégorisée dans les aires de 200 000 à moins de 700 000 habitants,.

### Occupation des sols
L'occupation des sols de la commune, telle qu'elle ressort de la base de données européenne d’occupation biophysique des sols Corine Land Cover (CLC), est marquée par l'importance des territoires agricoles (79,4 % en 2018), une proportion sensiblement équivalente à celle de 1990 (79,3 %). La répartition détaillée en 2018 est la suivante : 
zones agricoles hétérogènes (40,2 %), terres arables (25,1 %), forêts (16,8 %), prairies (14,1 %), zones urbanisées (3,8 %). L'évolution de l’occupation des sols de la commune et de ses infrastructures peut être observée sur les différentes représentations cartographiques du territoire : la carte de Cassini (XVIIIe siècle), la carte d'état-major (1820-1866) et les cartes ou photos aériennes de l'IGN pour la période actuelle (1950 à aujourd'hui).

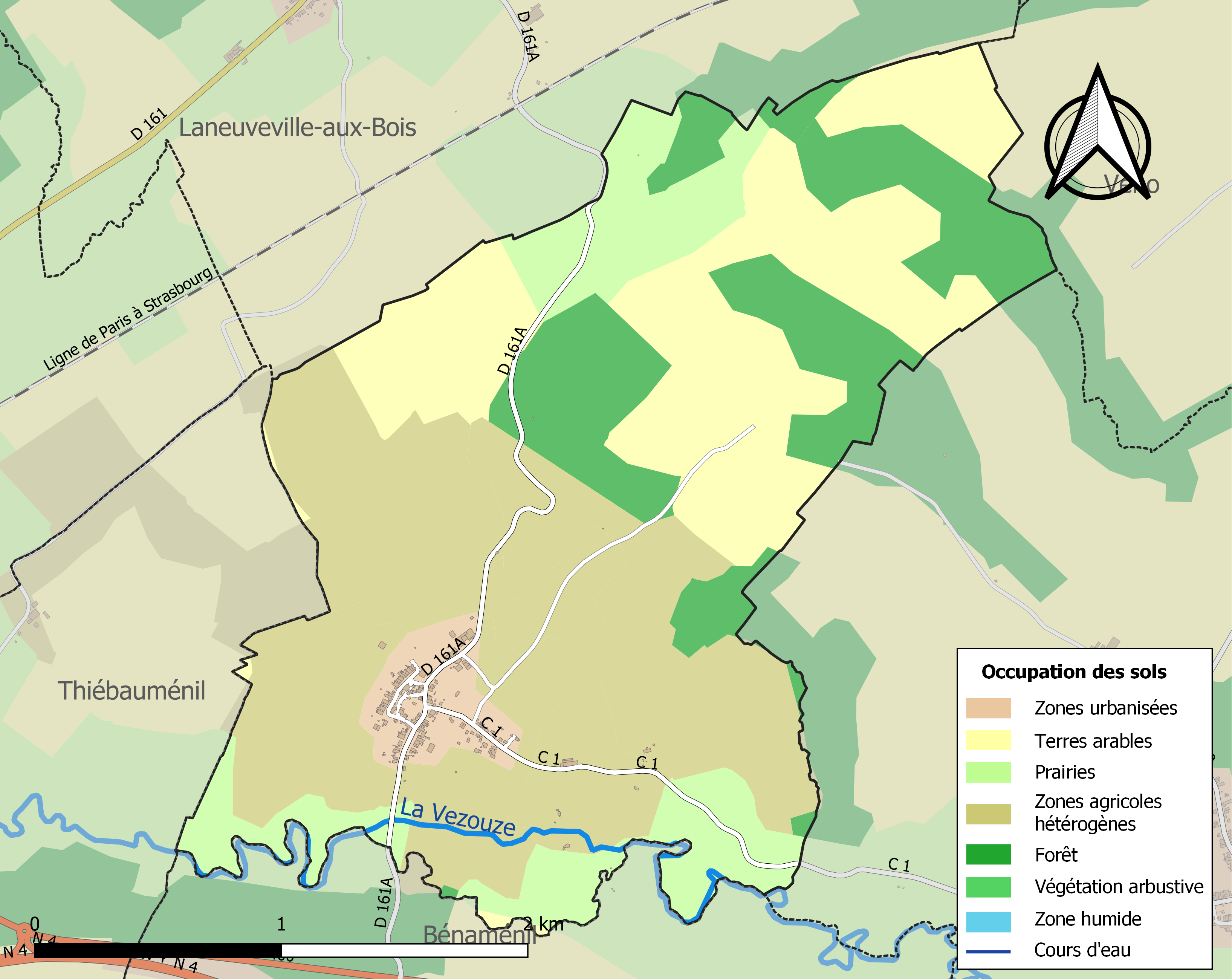
Carte des infrastructures et de l'occupation des sols de la commune en 2018 (CLC).

## Toponymie
- Manonvilleirs (1361), Manonviler (1540), Manonviller (1793)[réf. nécessaire].

## Histoire
Les documents relatifs au village sont rares avant 1721. Cependant, il a des origines anciennes puisqu'une bulle du pape Eugène III le mentionne pour la première fois en 1148 sous le nom de "Magnovillari" et qu'il y fut trouvée la tombe d'un guerrier franc.
Au Moyen Âge et jusqu'à la Révolution française, le bourg et les terres environnantes sont la propriété de l'abbaye de Chaumousey, puis de plusieurs familles nobles.
Le bourg souffrit d'un raid de reîtres protestants en 1587; des malheurs de la guerre de Trente Ans ; subit les conséquences de la bataille de Bénaménil en 1674 ; vit les Suédois en 1695.
Un premier pont est construit sur la Vezouze en 1746, qui désenclave le site. De 1879 à 1918, la zone devient militairement stratégique avec la frontière allemande non loin.
Le 13 août 1911, la ligne de Lunéville à Blâmont et à Badonviller (le LBB) est inaugurée par le ministre Albert Lebrun sans s'arrêter à Manonviller dont le conseil municipal refuse la construction d'une gare. Un arrêt est enfin créé en 1912 et la construction d'un abri en 1923. Le trafic de la ligne fonctionnera jusqu'en 1942.
Entre le 25 septembre et le 10 octobre 1944, eurent lieu dans le village et sur le site du fort de violents combats, avec plusieurs bombardements aériens et de nombreux tirs d'artillerie lourde.

### Fort de Manonviller
En 1879 commença la construction d'un fort d'arrêt  (type Séré de Rivières), mis en service en 1892, qui eut un rôle notable pendant la Première Guerre mondiale, son but étant de stopper l'avancée des Allemands à l'entrée de la trouée de Charmes.

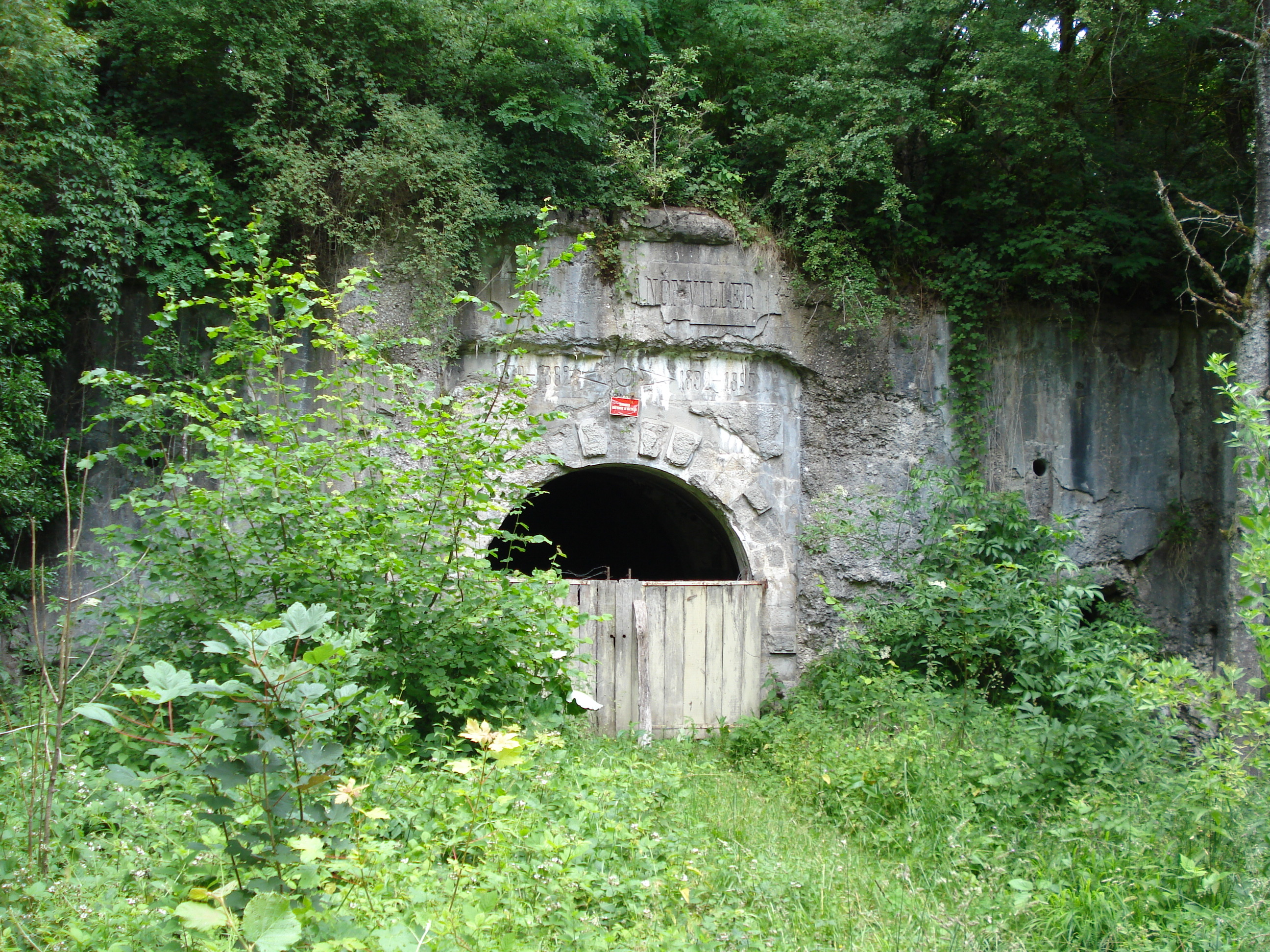
Entrée du fort de Manonviller
dans son état en juin 2011.

Cependant, le 27 août 1914 eut lieu la reddition du fort, totalement isolé, qui capitula après 52 heures de pilonnage intensif de l'artillerie lourde allemande,,, dont des obusiers Skoda de 305 mm qui lui envoyèrent 134 projectiles relayés ensuite par les 59 obus de 420 mm tirés par la Grosse Bertha depuis la voie ferrée d'Avricourt.
L'ouvrage résista  aux bombardements, mais les soldats risquant l'asphyxie, le commandant de la place ordonna sa reddition.
Le fort permit de retenir peu de temps les troupes allemandes, mais suffisamment pour éviter la chute du Grand Couronné et la prise de Nancy.
Le 13 septembre 1914, après le recul des forces allemandes dans ce secteur, les troupes françaises récupéreront un ouvrage totalement ruiné.

## Politique et administration
| Période                                  | Période  | Identité         | Étiquette | Qualité                              |
| ---------------------------------------- | -------- | ---------------- | --------- | ------------------------------------ |
| Les données manquantes sont à compléter. |          |                  |           |                                      |
| mars 2001                                | mai 2020 | Claudine Colas   |           | Retraitée agricole                   |
| mai 2020                                 | En cours | Frédéric Privet, |           | Agriculteur sur moyenne exploitation |

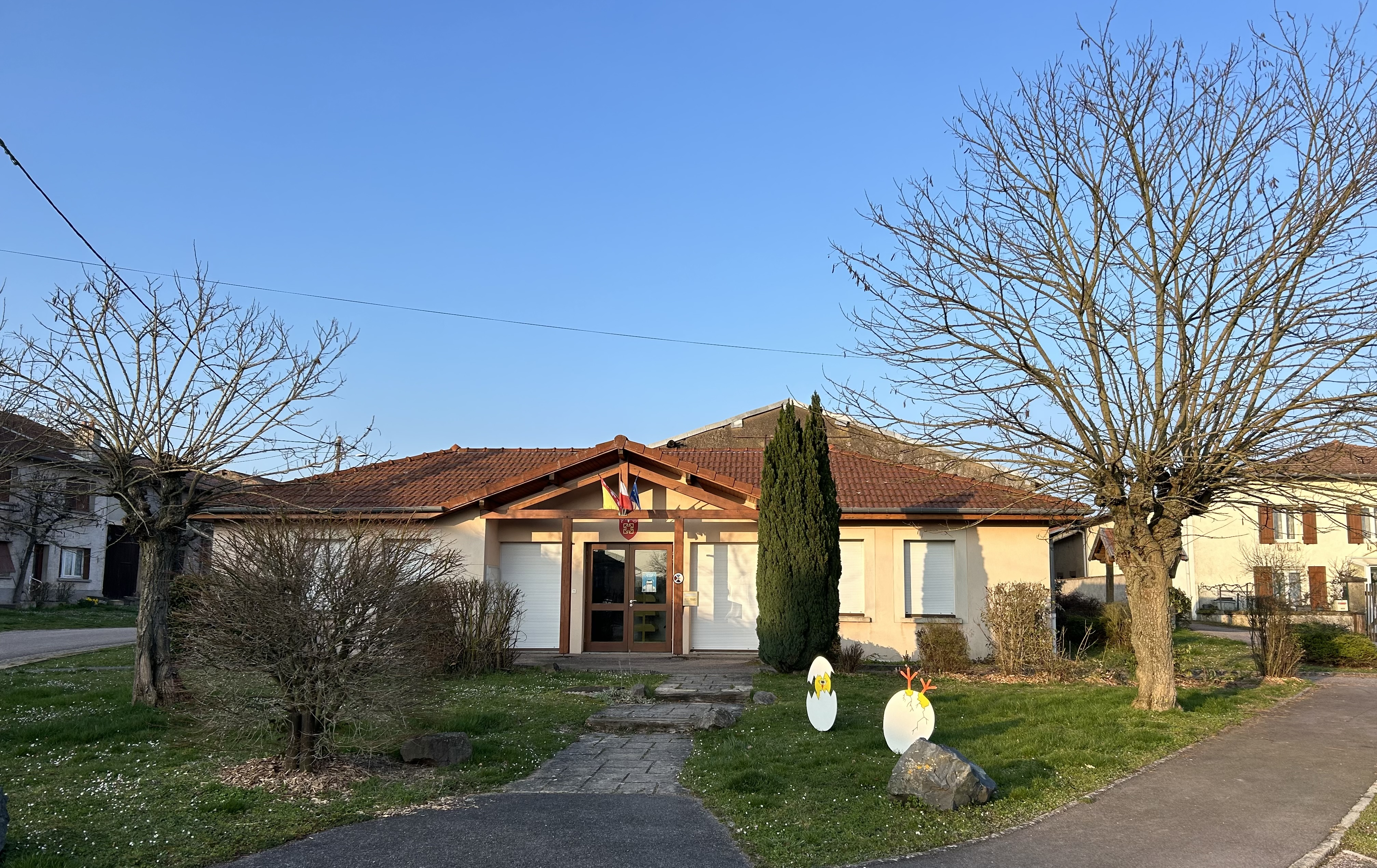
Mairie annexe de Manonviller
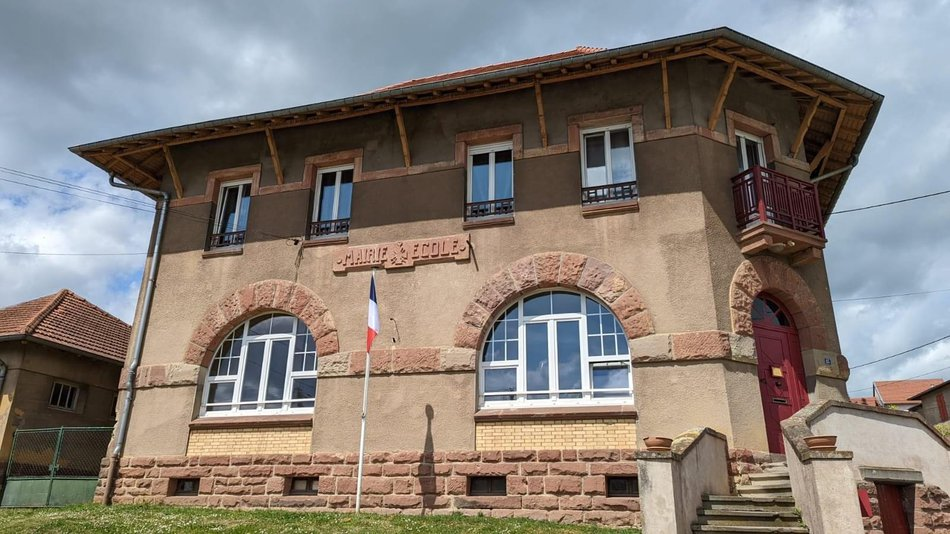
Mairie-école de Manonviller

## Population et société

### Démographie
L'évolution du nombre d'habitants est connue à travers les recensements de la population effectués dans la commune depuis 1793. Pour les communes de moins de 10 000 habitants, une enquête de recensement portant sur toute la population est réalisée tous les cinq ans, les populations de référence des années intermédiaires étant quant à elles estimées par interpolation ou extrapolation. Pour la commune, le premier recensement exhaustif entrant dans le cadre du nouveau dispositif a été réalisé en 2006.

En 2022, la commune comptait 171 habitants, en évolution de +2,4 % par rapport à 2016 (Meurthe-et-Moselle : −0,13 %, France hors Mayotte : +2,11 %).
| 1793 | 1800 | 1806 | 1821 | 1831 | 1836 | 1841 | 1846 | 1851 |
| ---- | ---- | ---- | ---- | ---- | ---- | ---- | ---- | ---- |
| 249  | 302  | 296  | 355  | 364  | 369  | 383  | 396  | 407  |

| 1856 | 1861 | 1872 | 1876 | 1881 | 1886 | 1891 | 1896 | 1901 |
| ---- | ---- | ---- | ---- | ---- | ---- | ---- | ---- | ---- |
| 366  | 353  | 336  | 336  | 467  | 830  | 579  | 530  | 700  |

| 1906 | 1911 | 1921 | 1926 | 1931 | 1936 | 1946 | 1954 | 1962 |
| ---- | ---- | ---- | ---- | ---- | ---- | ---- | ---- | ---- |
| 804  | 796  | 199  | 192  | 186  | 196  | 176  | 188  | 172  |

| 1968 | 1975 | 1982 | 1990 | 1999 | 2006 | 2011 | 2016 | 2021 |
| ---- | ---- | ---- | ---- | ---- | ---- | ---- | ---- | ---- |
| 159  | 147  | 135  | 164  | 149  | 144  | 174  | 167  | 168  |

| 2022 | - | - | - | - | - | - | - | - |
| ---- | - | - | - | - | - | - | - | - |
| 171  | - | - | - | - | - | - | - | - |

Entre 1886 et 1911, la forte augmentation de la population, qui a plus que doublée, provient de la présence des ouvriers et des militaires dans le fort.

## Économie
Depuis de nombreux siècles, la culture et l'élevage sont les activités principales de la commune.
En 2021, Manonviller compte 25 établissements, essentiellement dans l'élevage, la culture et travaux divers.

## Culture locale et patrimoine

### Lieux et monuments

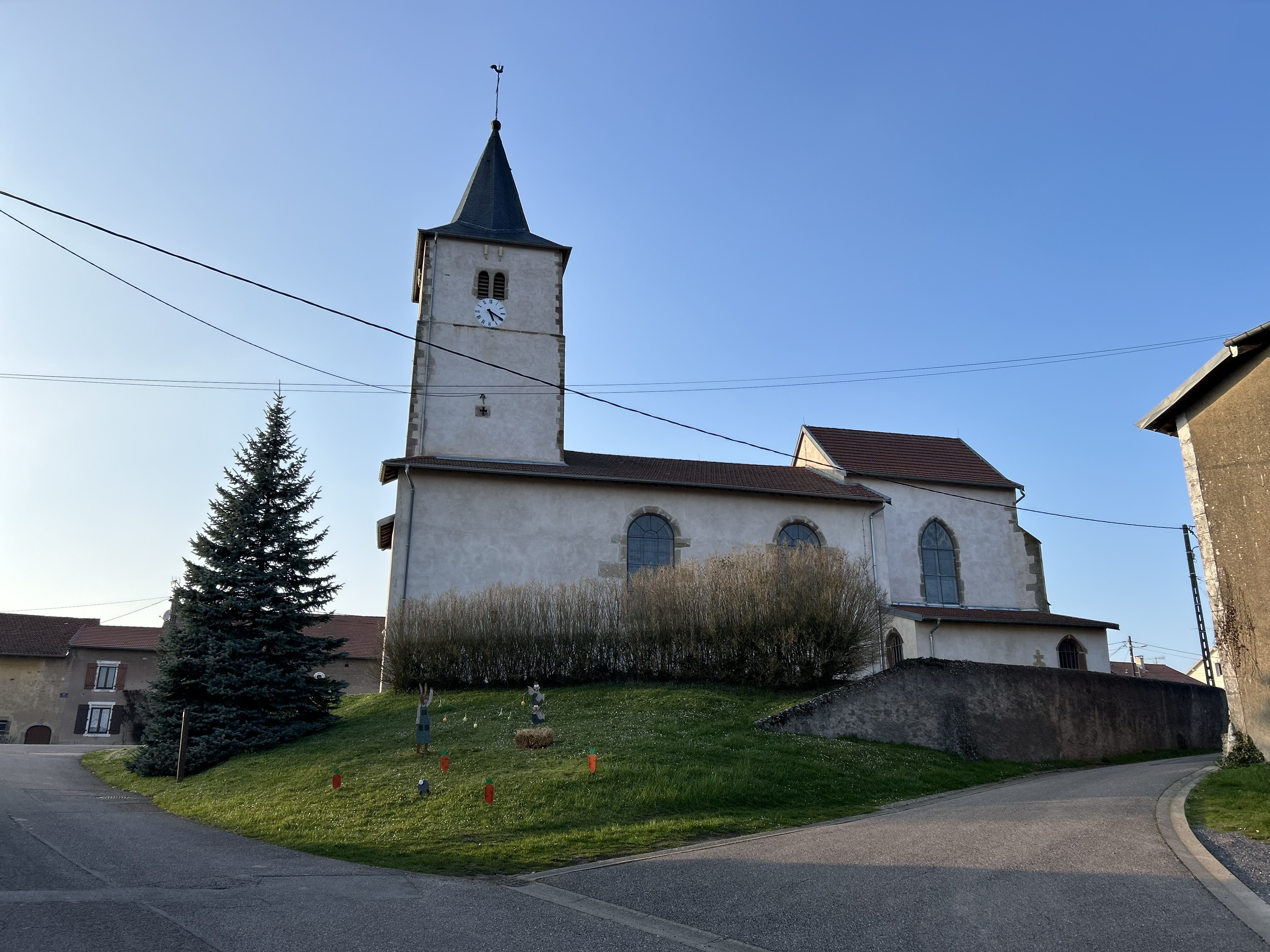
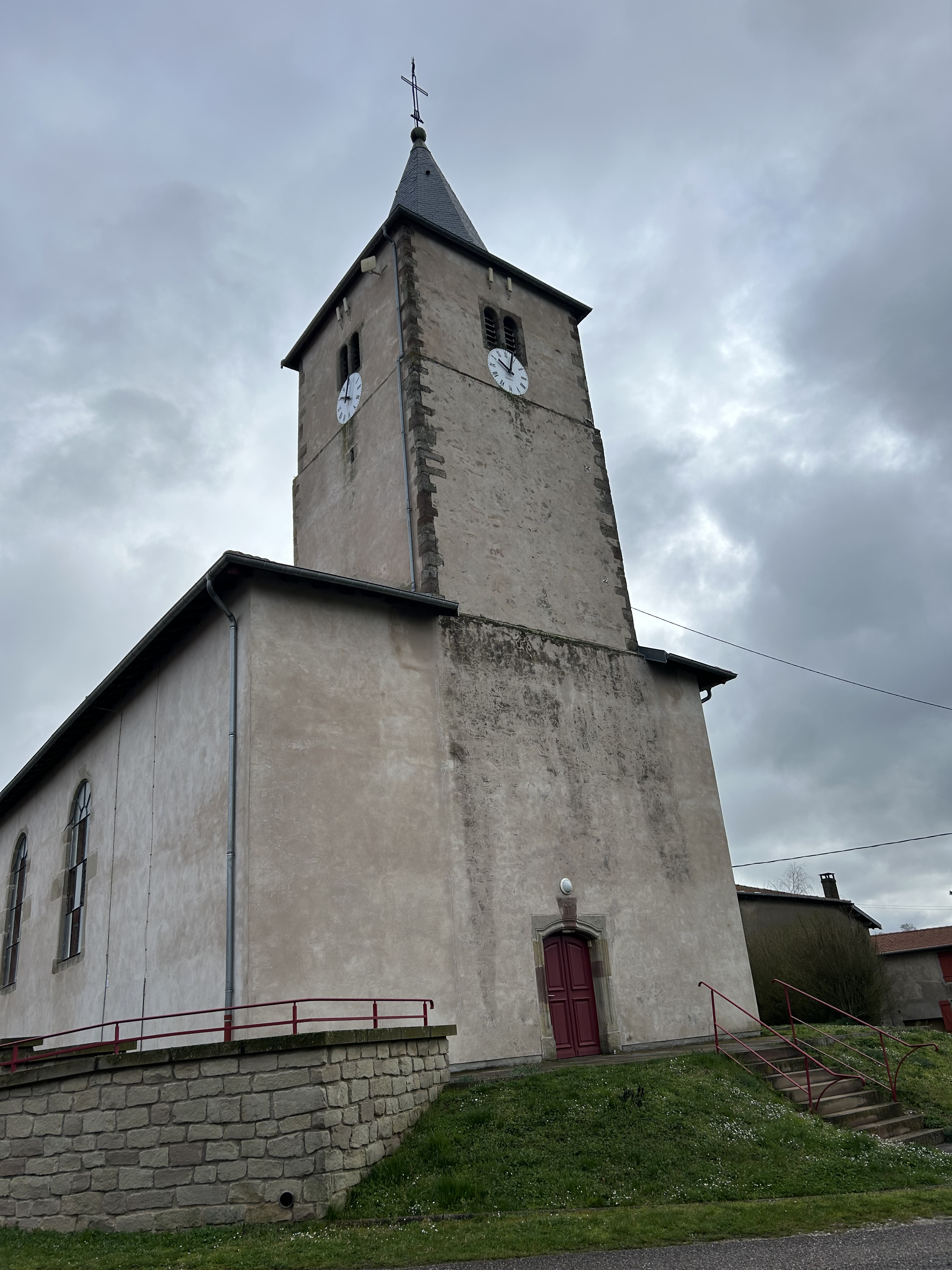
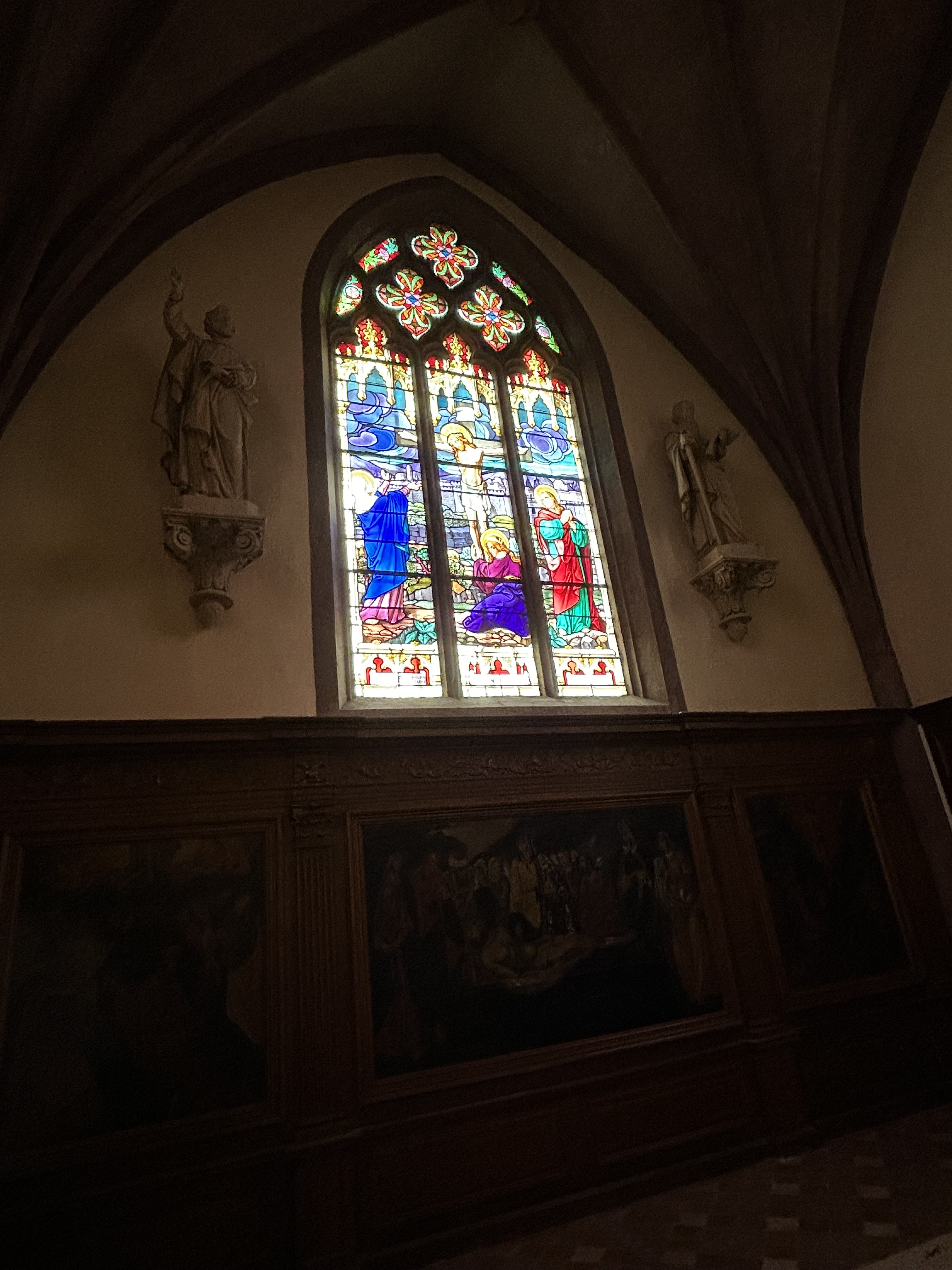

- Ruines du fort de Manonviller mises en sécurité et animées depuis 2012[36] par l'association Honneur aux Combattants du Fort Haxo[37],[38].
- Poste de secours dit de Manonviller, construit en retrait d'une ligne de front stabilisée dès septembre 1914 à proximité du fort, classé au titre des monuments historiques par arrêté du 10 février 1922[39].
- Église de l'Assomption, chœur XVIe reste de la chapelle Saint-Claude bâtie en 1528, tour XVIIIe, nef XVIIIe remaniée ; fonts baptismaux datés 1537 et pierre tumulaire datée 1735.
- Portes monumentales et frontons dont M. Gabriel en a inventorié une trentaine dont certains sont encore visibles[40].
- Mairie-école : la maison d'école date de 1719 et, après une première réfection en 1760, une salle de mairie y est créée en 1878[41]. Avec les dommages de guerre, une nouvelle mairie-école est reconstruite en 1923, avec une classe mixte[42], par l'architecte Hornet[43] puis inaugurée l'année suivante[44]. Le 22 juin 2023, une célébration du centenaire du monument aux morts et de la reconstruction de la mairie-école a lieu en présence de Gérard Larcher, président du Sénat (France)[45].

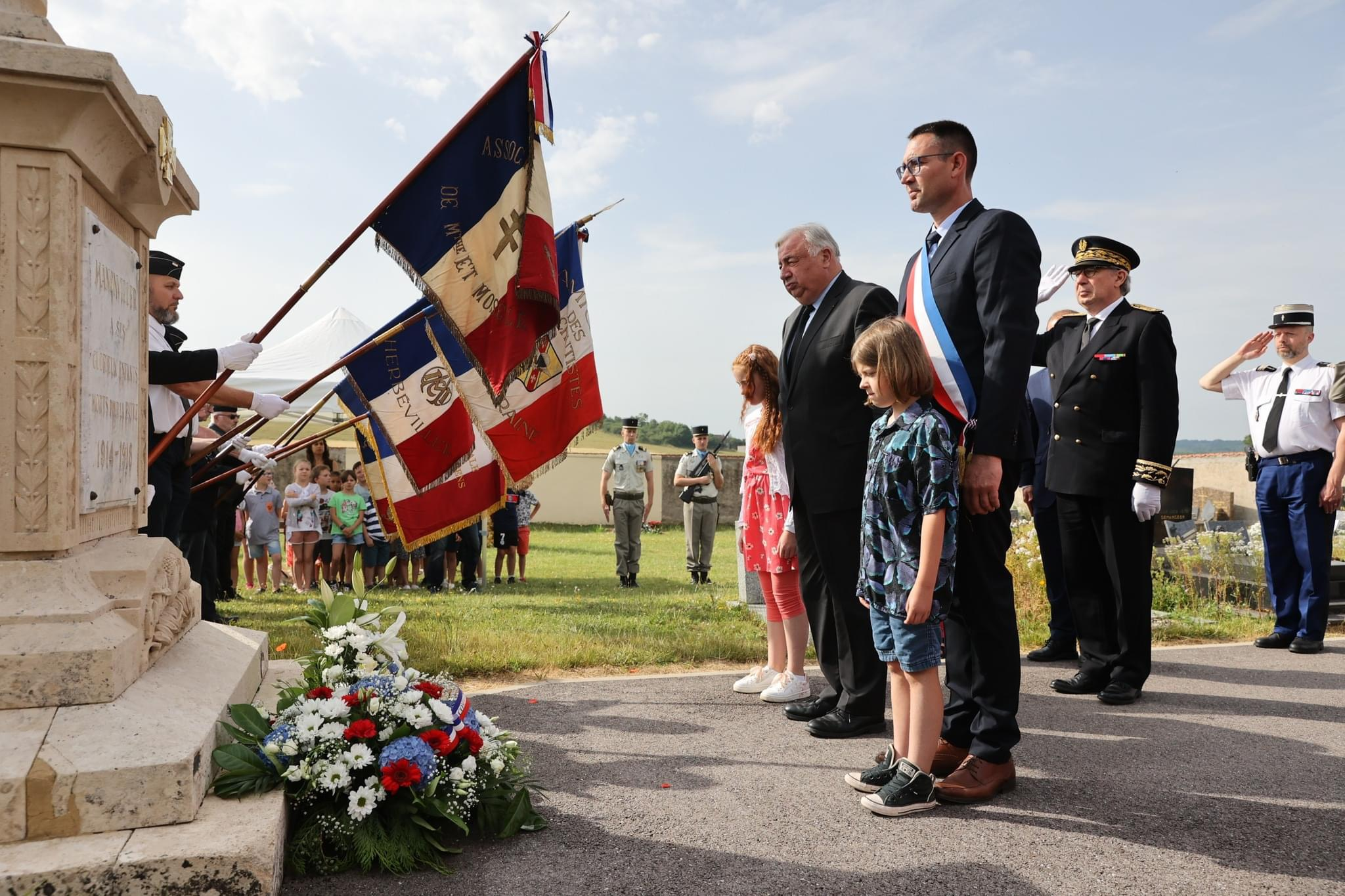
Célébration du centenaire du monument aux morts et de la reconstruction de la mairie-école.
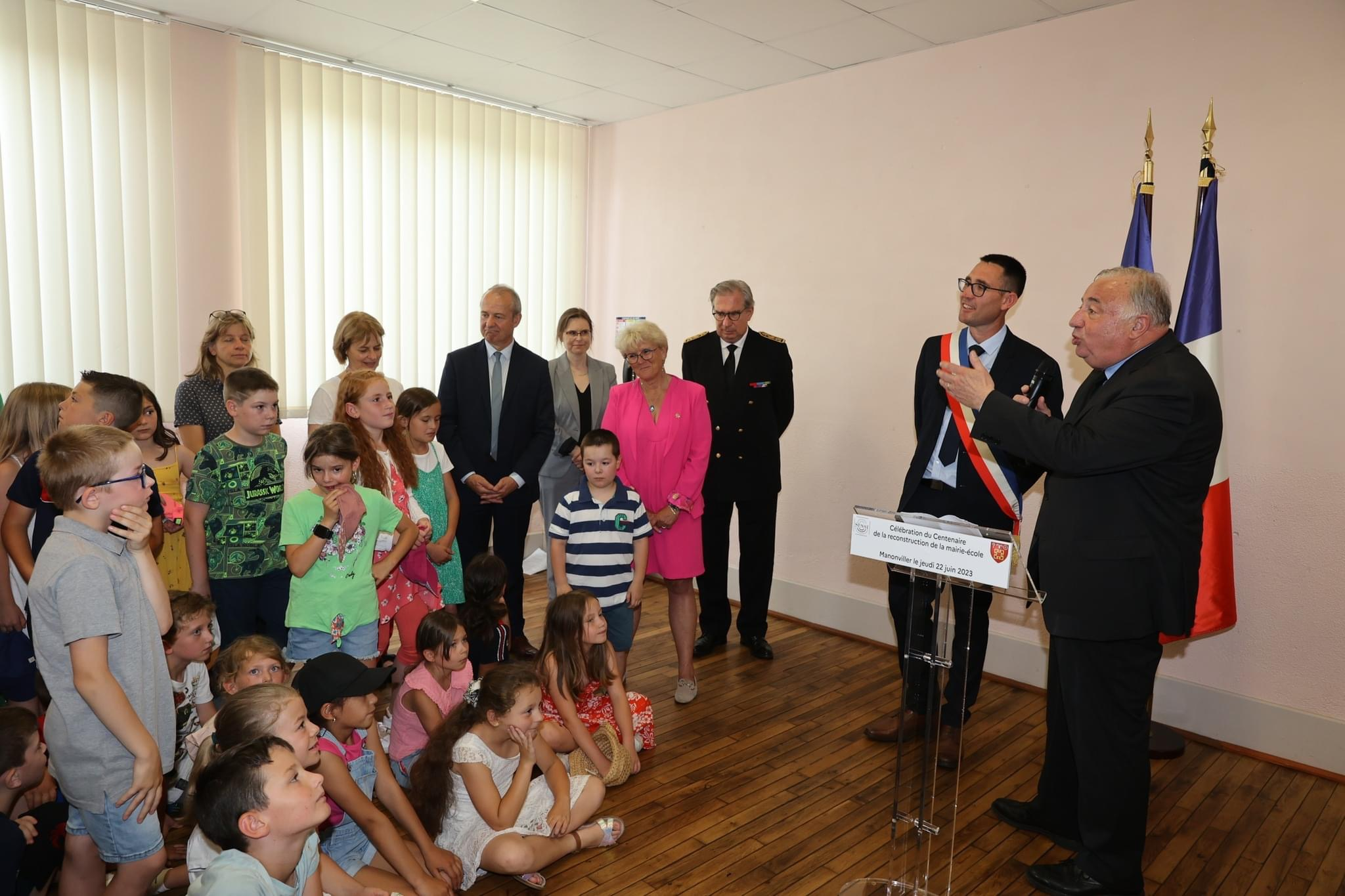
Le Président Larcher a prononcé un discours à la salle des fêtes du village.
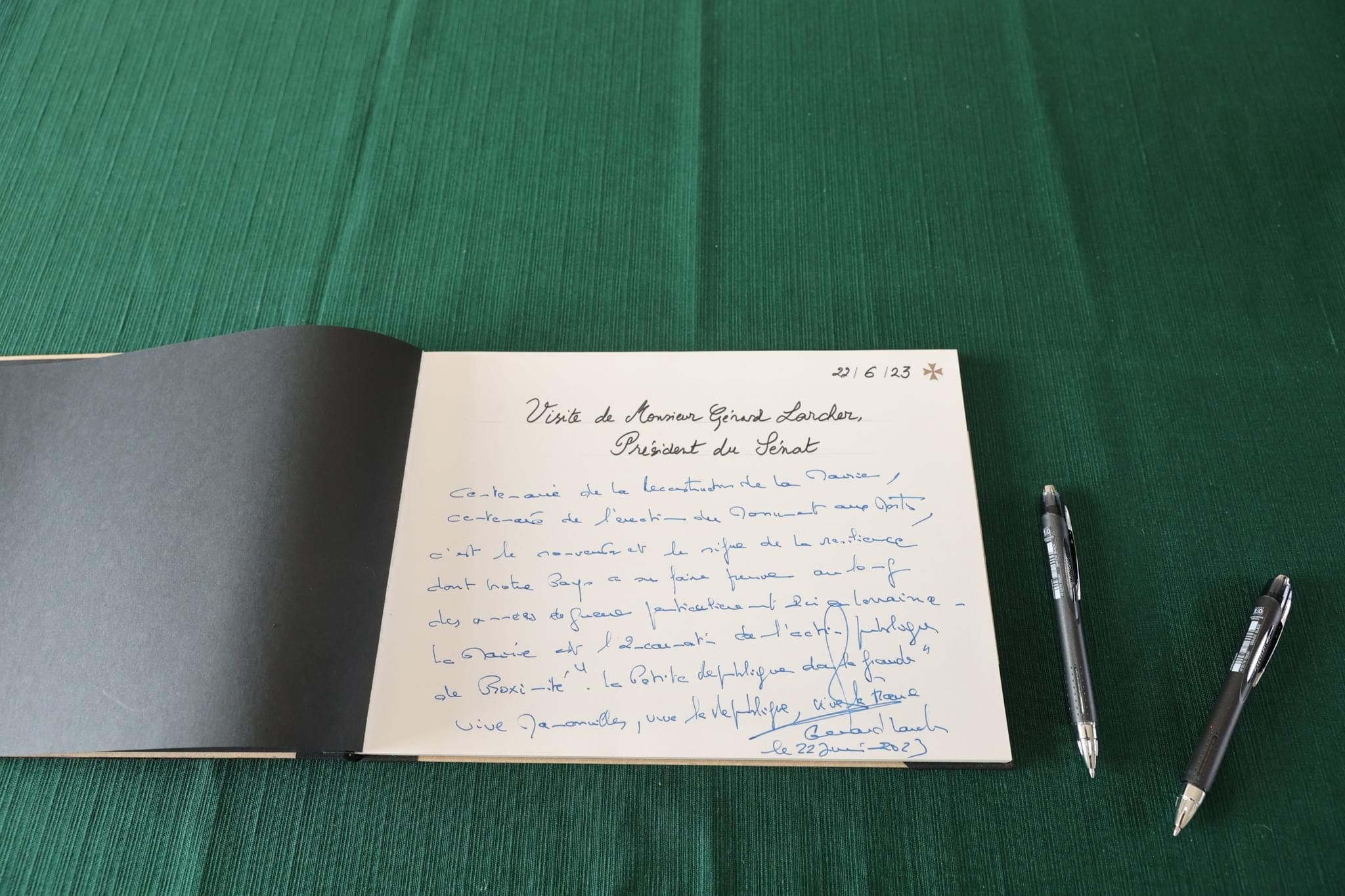
Signature du livre d'Or par Gérard Larcher, Président du Sénat.

Quelques portes monumentales
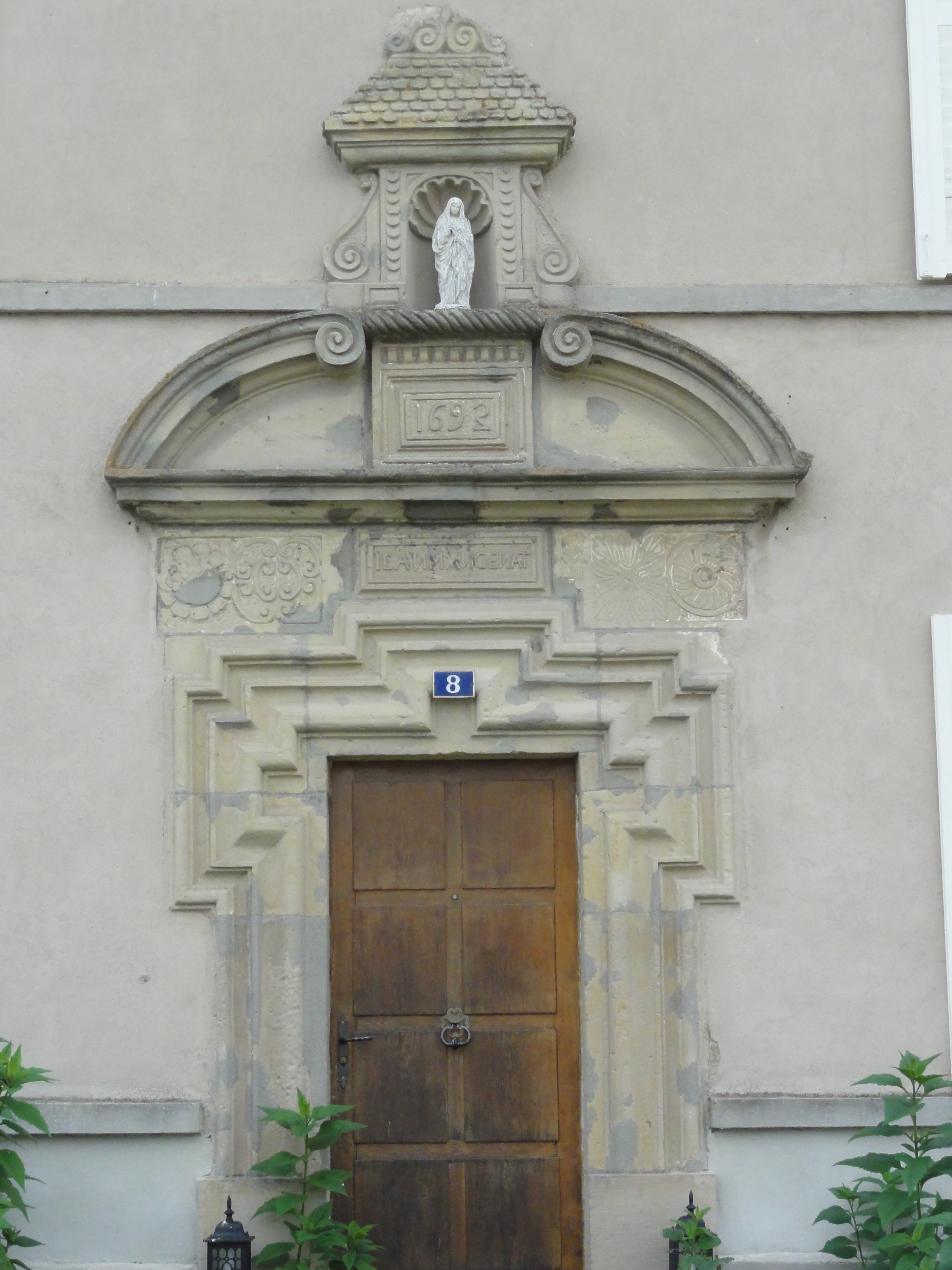
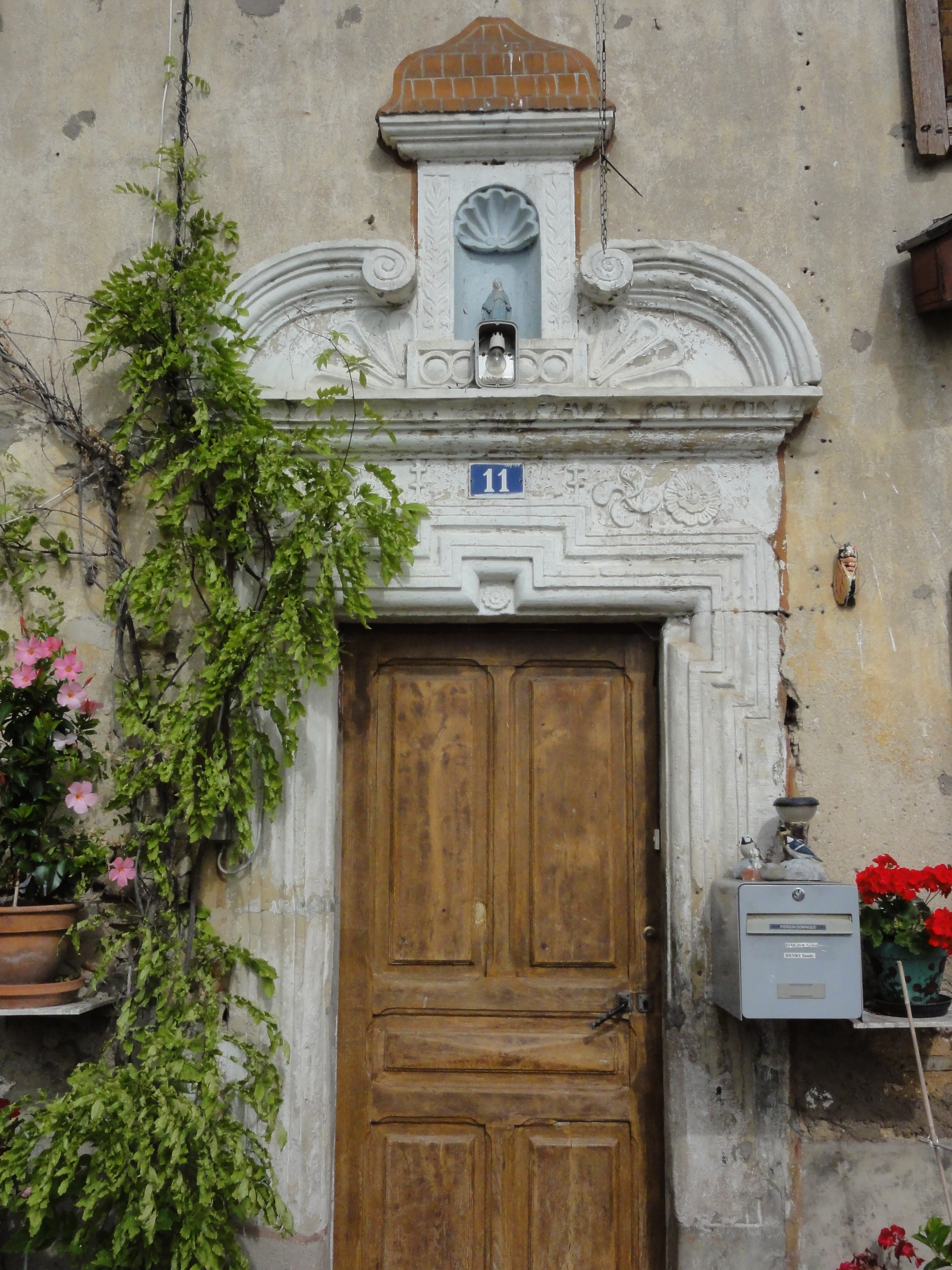
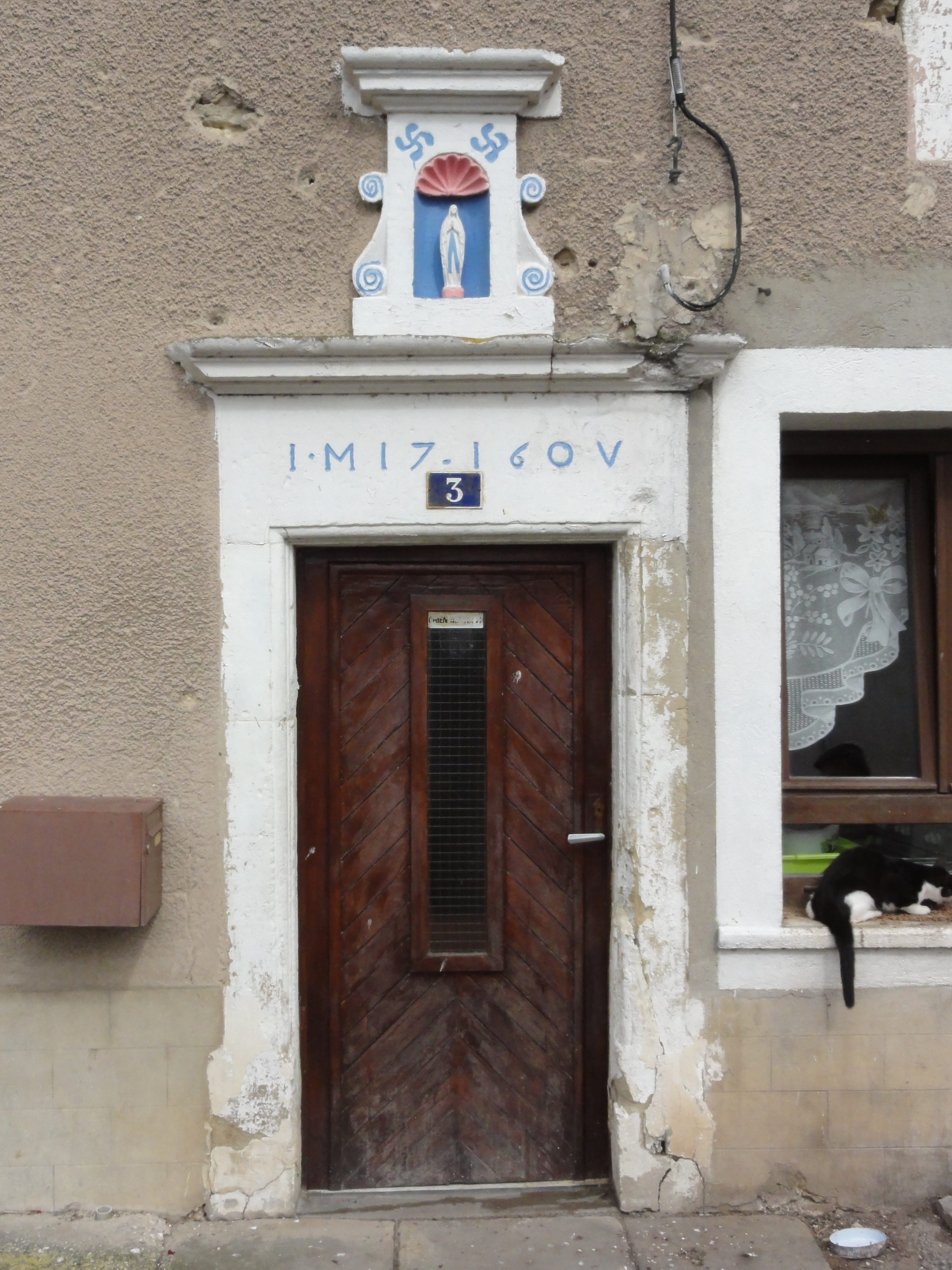
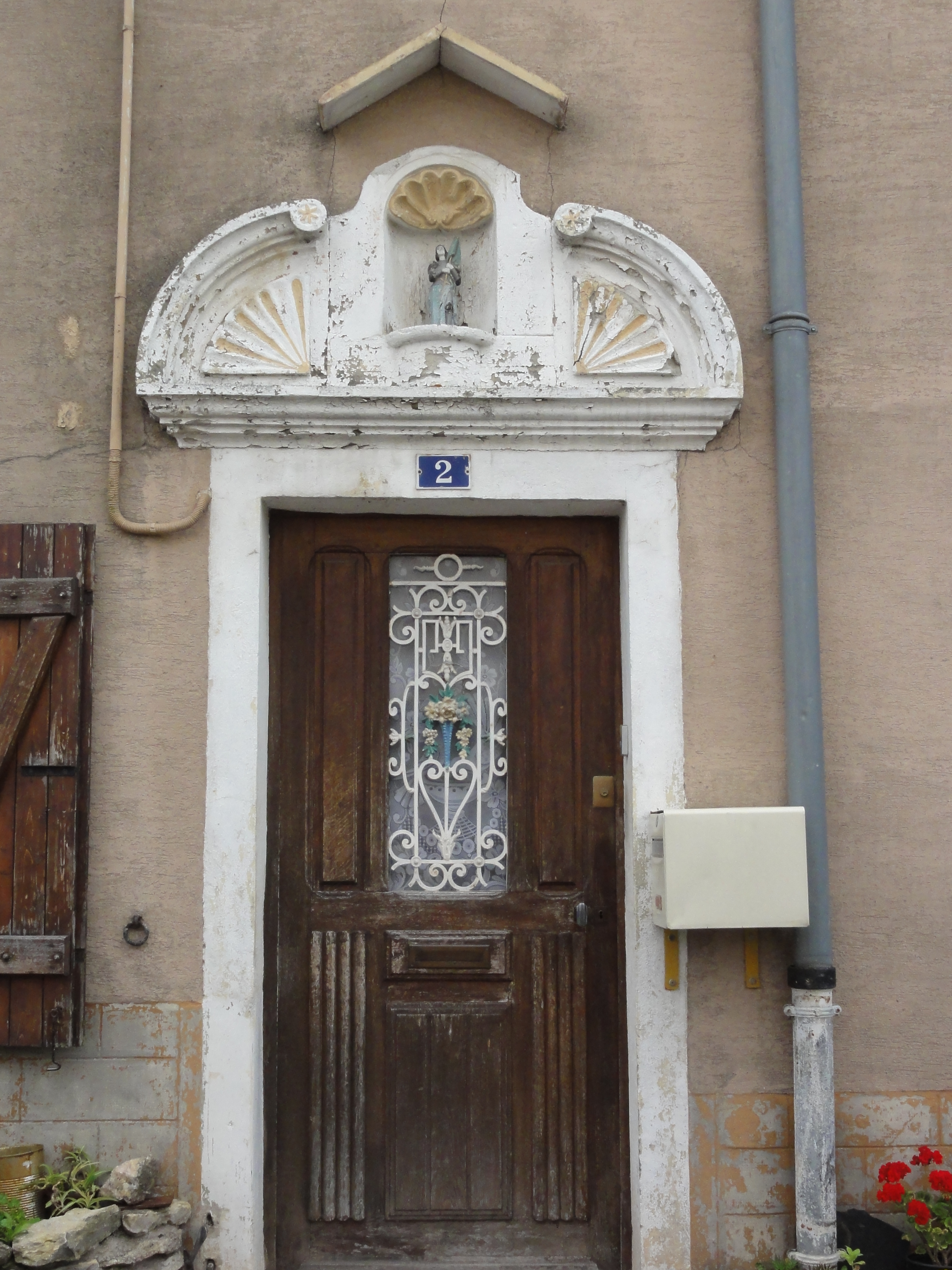

.

Fontaines à Manonviller
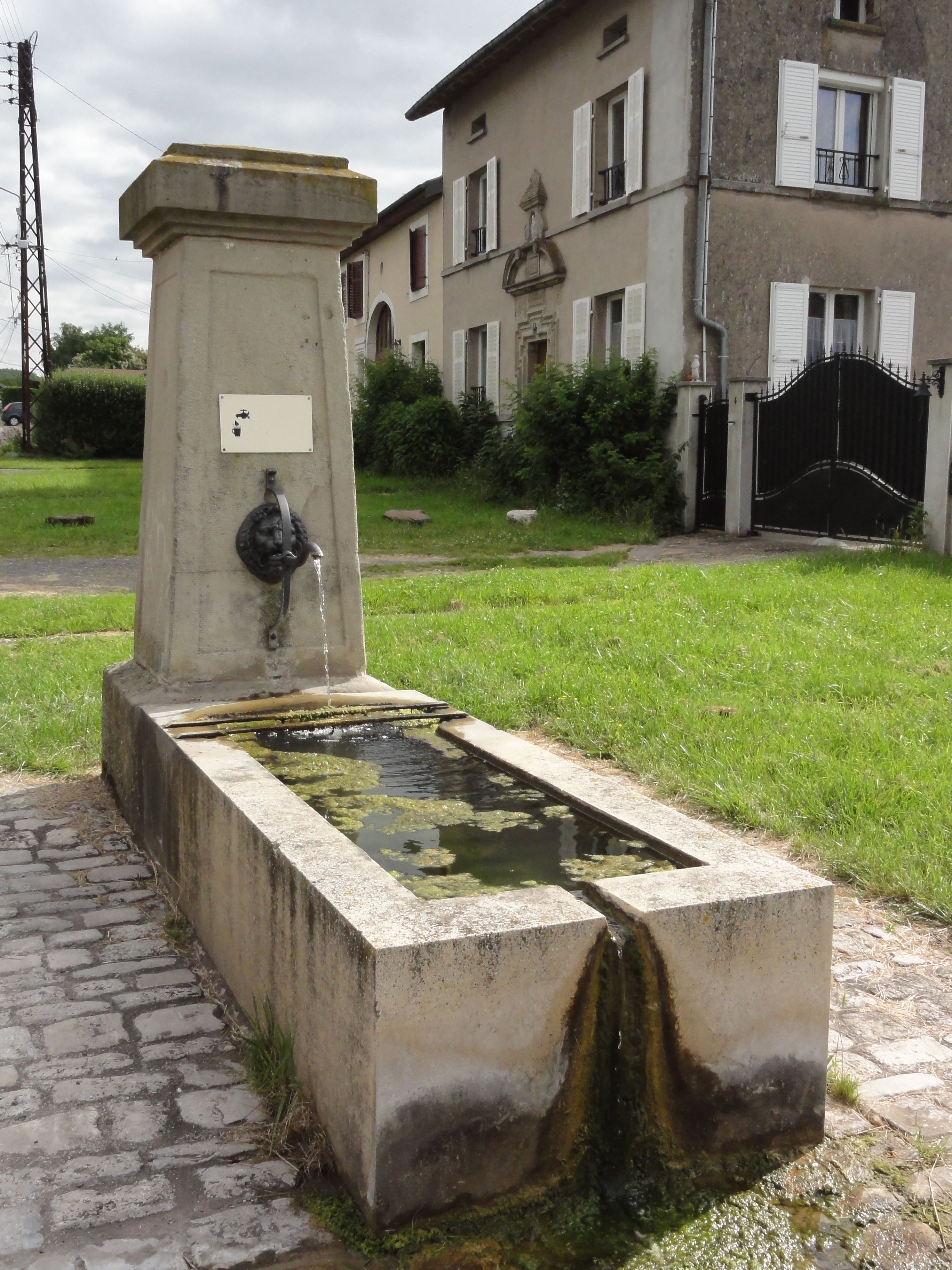
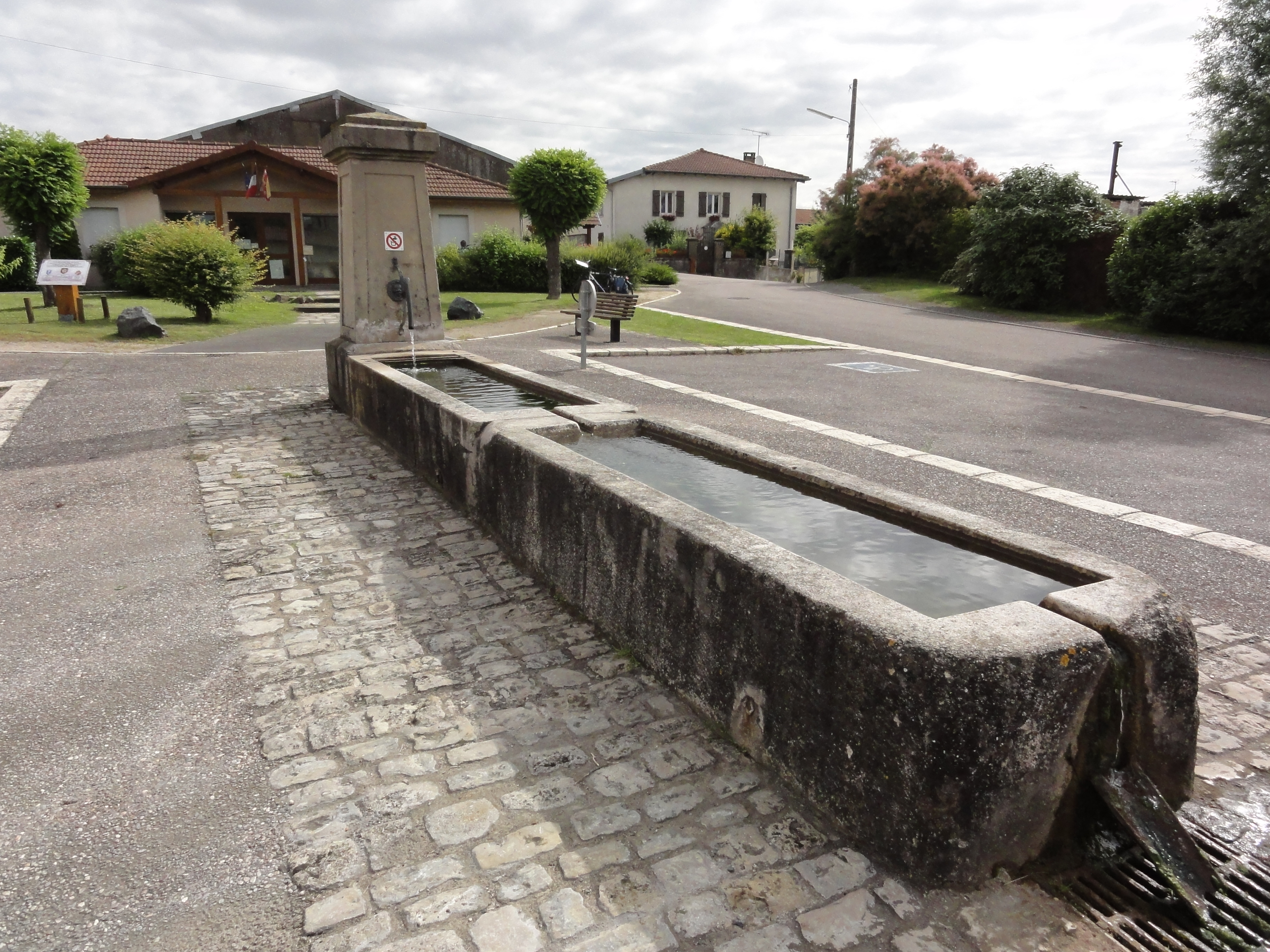
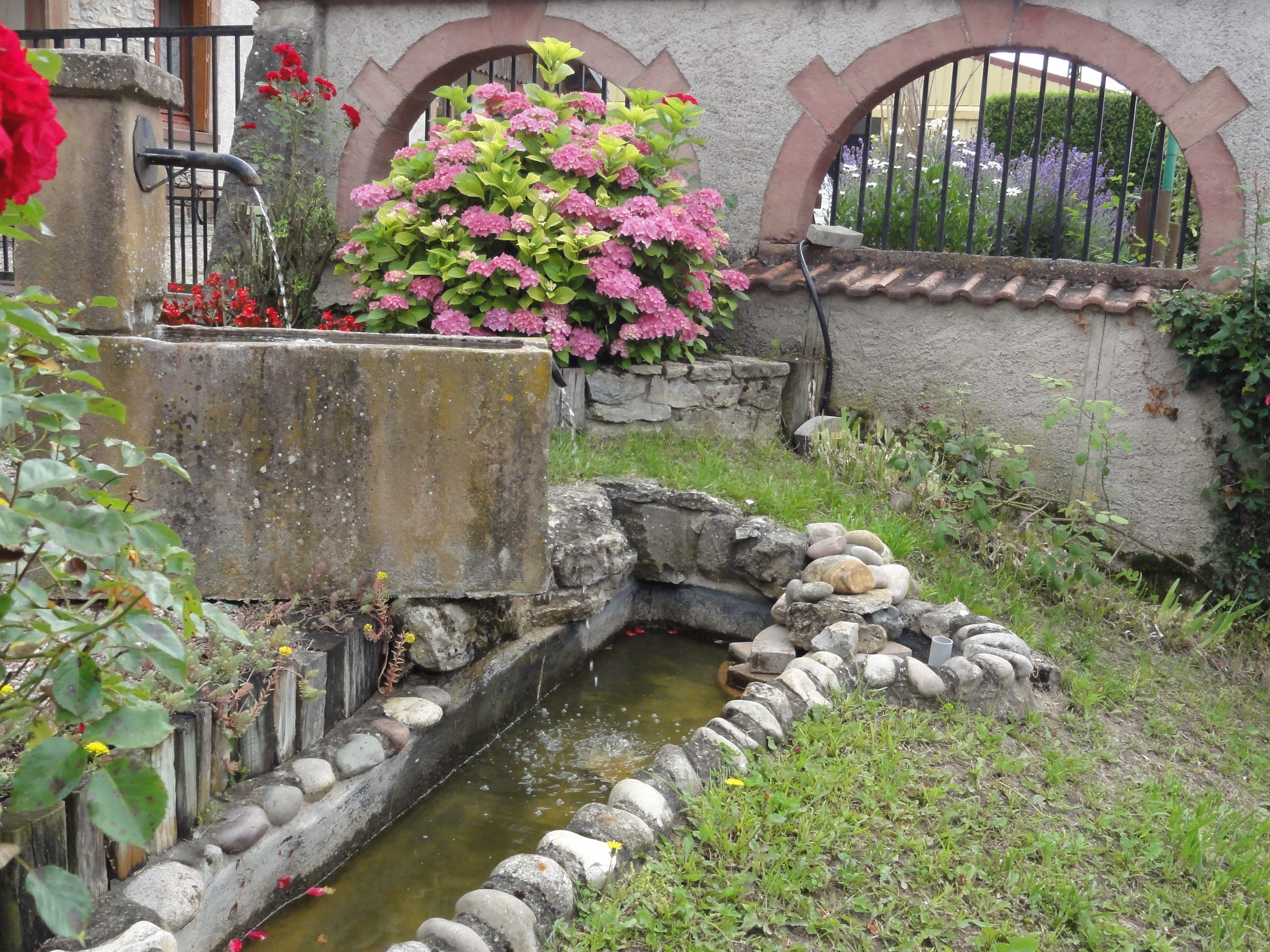
Église de Manonviller
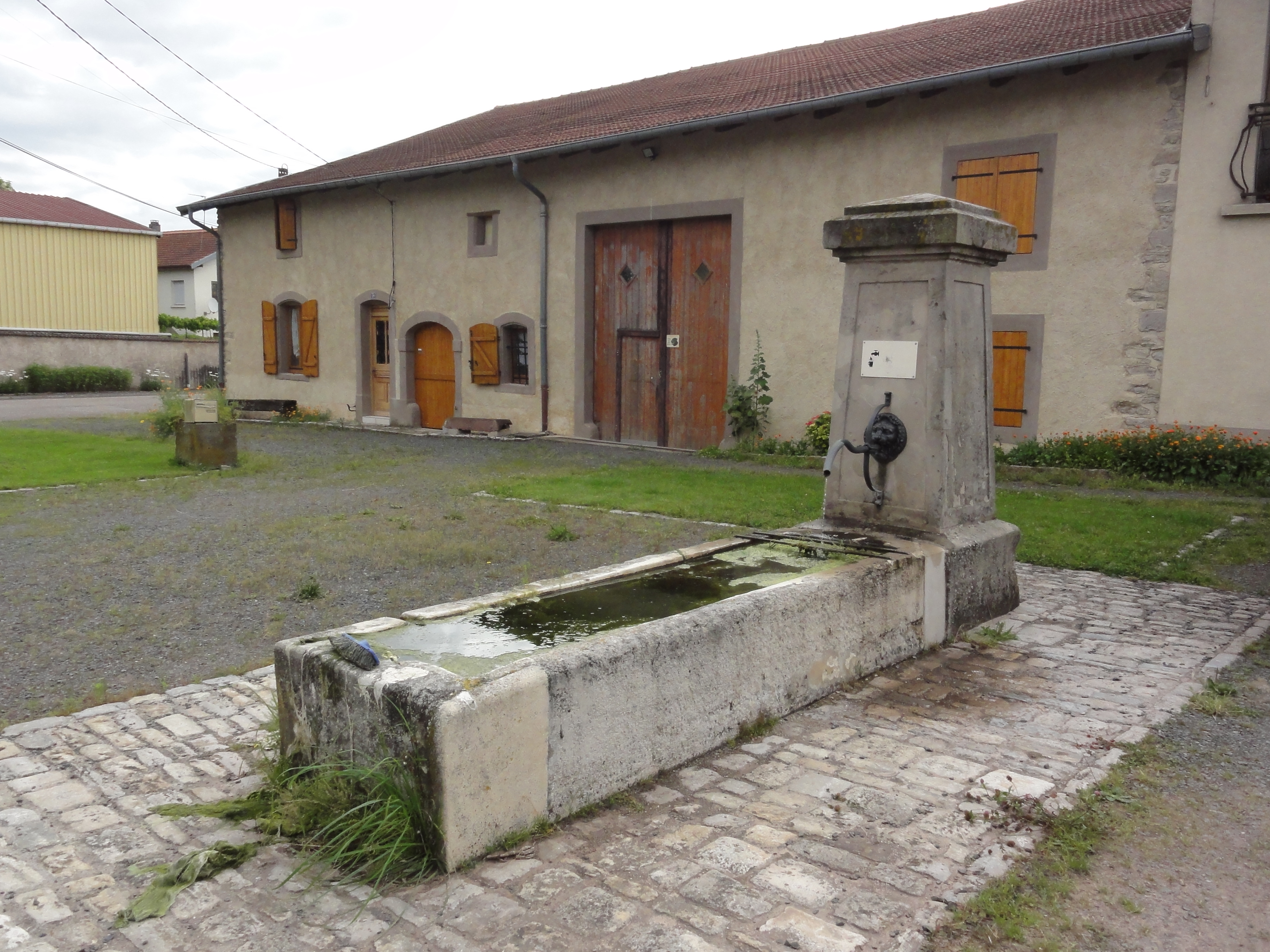
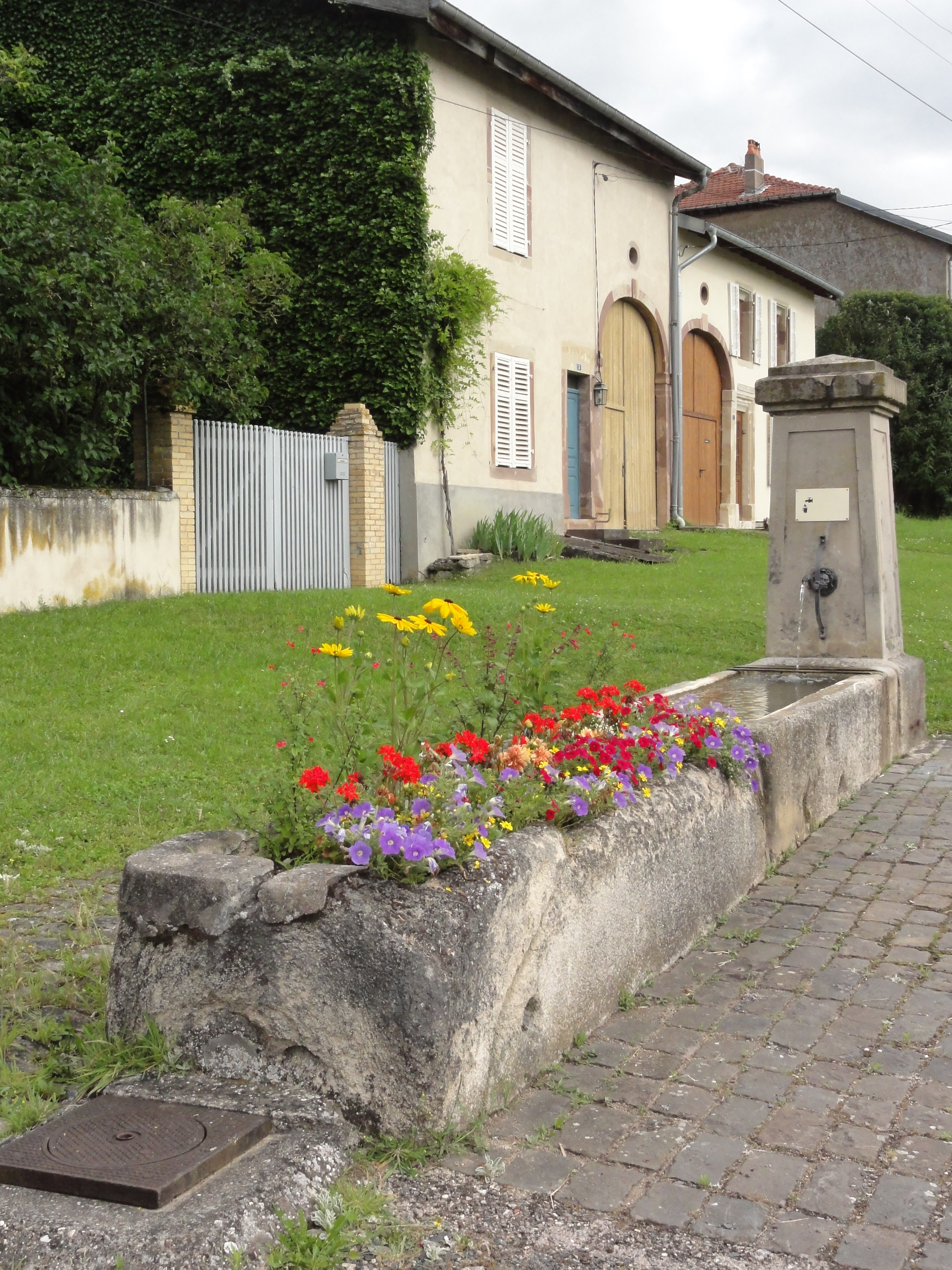

### Héraldique
| Blason de Manonviller | Blason  | De gueules au tétragone bastionné d'or et évidé de gueules accompagné en chef d'une rencontre de bélier accosté d'une volute de crosse et d'une roue de moulin le tout d'argent.                                                        |
| Blason de Manonviller | Détails | Le tétragone évoque le célèbre fort de Manonviller. La commune a trois écarts: le prieuré (la volute de crosse) la bergerie (la rencontre de bélier) et le moulin (la roue de moulin). Le statut officiel du blason reste à déterminer. |